# Abtei Saint-Aubin d’Angers
Die Abtei Saint-Aubin d’Angers war ein Kloster in Angers, Frankreich, das im 6. oder 7. Jahrhundert gegründet wurde und bis zur Französischen Revolution bestand.

## Geschichte
Die Abtei Saint-Aubin entwickelte sich aus einer Grabkirche (memoria), die errichtet worden war, um den Sarkophag von Aubin, Bischof von Angers 529–550, aufzunehmen. Dieser war in einer engen Kammer (cellula angusta) untergebracht worden, wo er auf die Errichtung der Basilika wartete, die zwischen 550 und 576 geschah. Die neue Basilika erhielt bald den Namen Saint-Aubin, wovon auch Gregor von Tours in seinen Libri historiarum X (l. VI, 16) berichtet.
An der Kirche entwickelte sich noch im 6. Jahrhundert oder zu Beginn des 7. Jahrhunderts eine Mönchsgemeinschaft. Im Jahr 616 erwähnte Bertrand (auch Bertichramnus), Bischof von Le Mans, klösterliche Aktivitäten und einen Abt. Im 9. oder 10. Jahrhundert erwähnt der Autor der ersten Vita S. Magnobodi (auch Mainboeuf) einen Abt Niulphus oder Aiulphus, der Magnobodus als Bischof folgte und zugleich Abt von Saint-Aubin war. Im Jahr 1997 zeigten Ausgrabungen, dass um diese Zeit der Ehrenhof des Klosters als Friedhof genutzt wurde. Saint-Aubin bekam definitiv seinen Status als Abtei mit der Rückkehr der Mönche nach den Normanneneinfällen im Jahr 966.
Die Abteikirche wurde 1811 abgerissen, um die Place Michel-Debré anzulegen, und das Kloster wurde in die neue Präfektur des Départements Maine-et-Loire integriert. Der befestigte Glockenturm Saint-Aubin in der Rue des Lices, der etwas abseits stand und persönliches Eigentum des jeweiligen Abtes war, blieb erhalten.

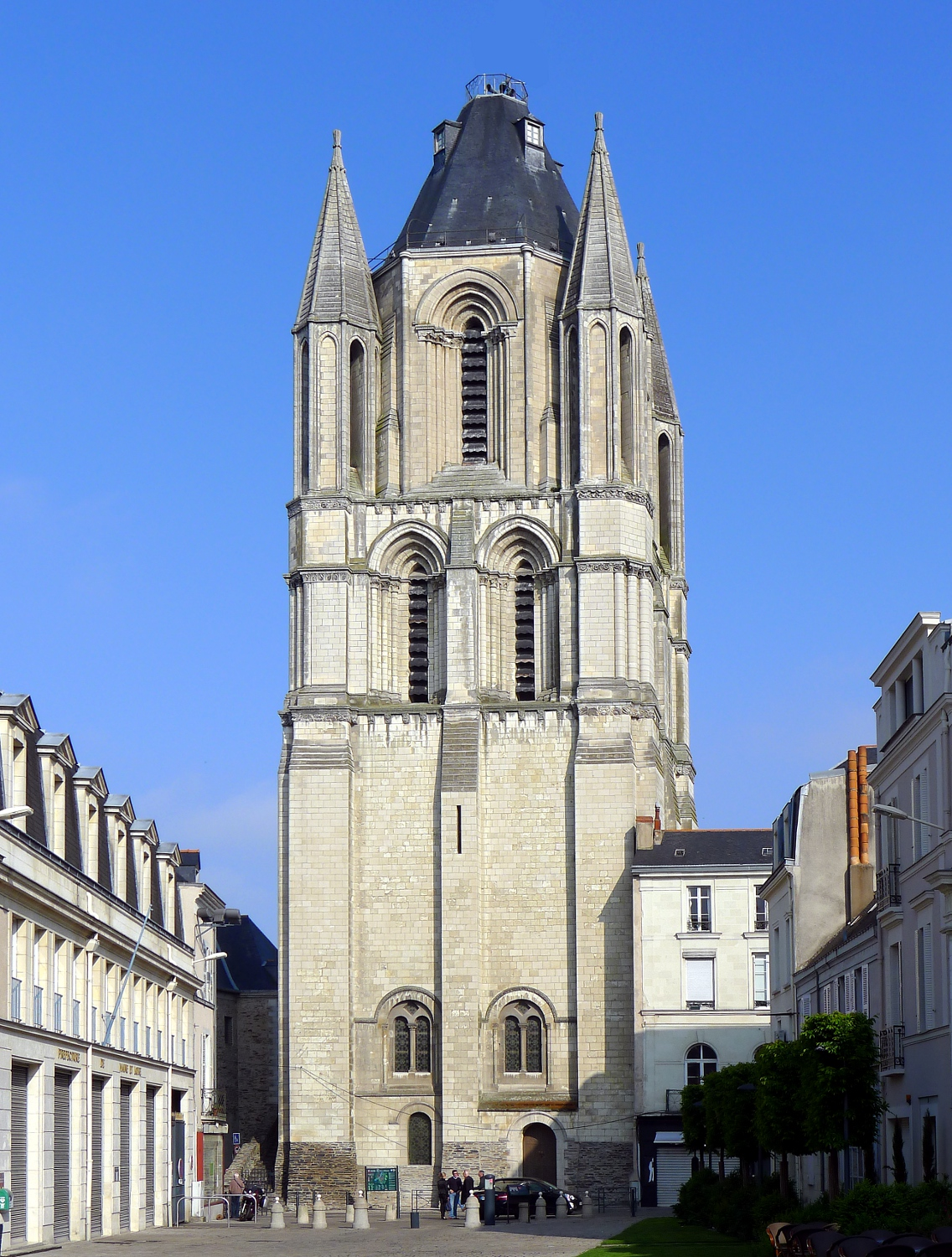
Der Turm Saint-Aubin in Angers

## Turm Saint-Aubin
Der Glockenturm der Abtei Saint-Aubin stammt aus dem 12. Jahrhundert und ist damit jüngeren Datums als das benachbarte Kloster. Er dominiert mit seinen 54 Metern Höhe die Innenstadt von Angers. Im Mittelalter diente er als Turm für die Nachtwache. Er ist eine kleine Festung mit Schießscharten und Brunnen. 1862 wurde er als Monument historique klassifiziert.